# Перетворення годографа
Перетворення годографа — частинний випадок точкових перетворень, які використовуються для спрощення нелінійних рівнянь з частинними похідними та їх систем.

## Визначення
Для рівняння з двома незалежними змінними   
{\displaystyle x,t} та шуканою функцією
{\displaystyle w=w(x,t)} перетворення годографа полягає в тому, що розв'язок шукається в неявному вигляді ({\displaystyle x,t} можна переставити місцями):
{\displaystyle x=x(t,w)},тобто {\displaystyle t,w}  стають незалежними змінними, а {\displaystyle x} - залежною.
Перетворення годографа не змінює порядок рівняння та є точковим перетворенням. Його можна записати в еквівалентному вигляді:
{\displaystyle x=w',t=t',w=x'}.

## Приклад застосування перетворення годографа
- Нелінійне рівняння другого порядку

{\displaystyle w_{t}(w_{x})^{2}=aw_{xx}}
зводиться до лінійного рівняння теплопровідності
{\displaystyle x_{t}=ax_{ww}}.